# Aleksandr Troszcziło
Aleksandr Troszcziło, ros. Александр Трощило (ur. 16 stycznia 1960 w Mińsku) – białoruski lekkoatleta specjalizujący się w długich biegach sprinterskich. W czasie swojej kariery reprezentował Związek Socjalistycznych Republik Radzieckich.

## Sukcesy sportowe
W 1982 r. zdobył w Atenach brązowy medal mistrzostw Europy w biegu sztafetowym 4 × 400 metrów oraz zdobył tytuł mistrza ZSRR w biegu na 400 metrów. W 1983 r. zdobył w Helsinkach złoty medal mistrzostw świata, również w sztafecie 4 × 400 metrów. W 1984 r. zajął 2. miejsce (za Wiktorem Markinem) w biegu na 400 metrów podczas zawodów "Przyjaźń-84".

## Rekordy życiowe
- bieg na 400 metrów – 45,51 – Moskwa 17/08/1984 (do 2015 roku rekord Białorusi)